# 一条実経
一条 実経（いちじょう さねつね）は、鎌倉時代の公卿。従一位、摂政、関白、左大臣。五摂家の一つ一条家の祖。号に円明寺殿、後一条入道関白など。法名に行雅、行雄、行祚などがある。通称は円明寺関白（えんみょうじ かんぱく）。
九条道家の四男に生まれる。母は西園寺公経女准三后綸子。長兄に九条教実、次兄に二条家祖の二条良実、三兄に鎌倉幕府4代将軍となった藤原頼経がいる。

## 来歴
寛喜4年（1229年）に元服して正五位下に叙せられる。父・道家と不仲だった兄・良実とは対照的に父に溺愛され、仁治3年（1242年）に一条室町の第を譲られる。寛元4年（1246年）1月28日に関白・藤原氏長者。翌日に後嵯峨天皇が譲位したため、後深草天皇の摂政となる。また父の意向で関東申次の職務の一部を代行する。ところが同年に鎌倉で起こった兄で将軍の頼経を巡る一連の騒動（宮騒動）に連座して、翌寛元5年（1247年）1月に摂政を罷免される。しかし、父の死後に不仲であった良実と和解することで復権を図る。文永2年（1265年）に関白に再任されるが、2年後に辞任。その後、山城国山崎の円明寺で晩年を過ごし、弘安7年（1284年）7月18日薨去。享年62。墓は京都東福寺にある。

## 官途
※日付は旧暦
- 寛喜4年（1229年）- 1月21日 元服して正五位下に叙し禁色を聴される。1月30日 右近衛少将に任官。
- 貞永元年（1229年）- 3月24日 右近衛中将に転任。4月7日 従四位下に昇叙。
- 貞永2年（1230年）- 1月24日 播磨権守を兼任。
- 天福元年（1233年）- 8月8日 従三位に昇叙。
- 文暦元年（1234年）- 12月26日 正三位に昇叙。
- 嘉禎元年（1235年）- 10月2日 権中納言に転任、右近衛中将の兼任は元の如し。
- 嘉定2年（1236年）- 6月9日 権大納言に転任。11月22日 正二位に昇叙。
- 嘉定4年（1238年）- 2月6日 左近衛大将を兼任。2月9日 左馬寮御監を兼帯。
- 仁治元年（1240年）- 10月20日 右大臣に転任。10月24日 左近衛大将と左馬寮御監は元の如し。
- 仁治2年（1241年）- 11月8日 左近衛大将を辞す（左馬寮御監もか？）
- 寛元元年（1243年）- 8月10日 皇太子久仁親王（後の後深草天皇）の東宮傅を兼任。
- 寛元2年（1244年）- 6月13日 左大臣に転任、東宮傅の兼任は元の如し。
- 寛元4年（1246年）- 1月28日 関白・内覧・藤氏長者宣下。1月29日 関白と東宮傅を止め、摂政宣下。3月8日 従一位に昇叙。12月14日 左大臣を辞す。
- 寛元5年（1247年）- 1月19日 摂政・内覧・藤氏長者を辞す。
- 弘長3年（1263年）- 8月12日 左大臣に還任。
- 文永2年（1265年）- 閏4月18日 再度の関白宣下。10月5日 左大臣を辞す。
- 文永4年（1267年）- 12月9日 関白を辞す。
- 弘安7年（1284年）- 5月19日 出家、行祚と号す。7月18日 薨去、享年62。

## 系譜
- 父：九条道家
- 母：西園寺掄子 - 西園寺公経女
- 室：坊門有信女
  - 長男：一条家経（1248-1294）
  - 次男：一条実家（1250-1314）
- 室：良性女
  - 三男：一条師良（1258-1293）
  - 男子：静厳（1243-1299）
  - 男子：慈昭（1260-1292）
  - 男子：慈信（1257-1324）
- 室：藤原定高女
  - 四男：一条忠輔（?-?）
  - 男子：慈玄（1260/70-1301）
  - 男子：道淳
  - 男子：厳昭
  - 女子：一条内実室
- 室：園基氏女
  - 五男：一条家房（1270-?）
- 室：平成俊女
  - 女子：一条頊子（万秋門院）（1260-1338） - 後二条天皇尚侍